# Gary Janetti
Gary Vincent Janetti est un scénariste, producteur et acteur de télévision américain, né le 22 mars 1966 à New York aux États-Unis.

## Biographie
Il est scénariste et producteur pour la série Les Griffin, et a été producteur exécutif pour la série Will et Grace. Il a co-créé et écrit la sitcom britannique Vicious, diffusée sur ITV de 2013 à 2016.
La page Instagram de Gary Janetti a attiré l'attention des médias internationaux principalement pour sa satire du Prince George et de sa réaction vis-à-vis de la famille royale britannique,,. La page compte plus de 950 000 abonnés. Gary Janetti produit pour HBO Max une version satirique et animée de la sitcom Prince George, intitulée The Prince, dans laquelle il prête sa voix au Prince George.
Le premier livre de non-fiction de Janetti, Do You Mind If I Cancel (Things That Still Annoy Me), est publié en octobre 2019, et devient un best-seller du New York Times. Son deuxième livre, Start Without Me (I'll Be There in a Minute), est publié en 2022.

## Vie privée
Gary Janetti partage son temps entre Los Angeles et New York. Il est marié au styliste de mode et personnalité de la télévision Brad Goreski.

## Filmographie

### Producteur
- 1995 : Une fille à scandales
- 1998 : Style and Substance
- 1999- : Les Griffin
- 2000 : Bette
- 2001 : Loomis
- 2002-2006 : Will et Grace
- 2013-2016 : Vicious
- 2015 : Fresh Beat Band of Spies (storyboard)
- 2021 : The Prince (producteur exécutif)

### Scénariste
- 1995-1996 : Une fille à scandales (3 épisodes)
- 1997 : Pearl (1 épisode)
- 1998 : Style and Substance (2 épisodes)
- 1999- : Les Griffins (14 épisodes)
- 2000-2001 : Bette (2 épisodes)
- 2001 : Loomis
- 2002-2006 : Will & Grace (9 épisodes)
- 2007 : The Mastersons of Manhattan
- 2013-2016 : Vicious
- 2021 : The Prince

### Acteur
- 1997 : Broadway Damage : Zola
- 1998 : Style and Substance
- 1999- : Les Griffin
- 2000 : Bette : Boyd / Hôtesse de l'air (2 épisodes)
- 2003 : Will & Grace : Zack (1 épisode, non-crédité)
- 2012 : Bunheads : lui-même (2 épisodes)
- 2012 : It's a Brad, Brad World : lui-même
- 2021 : The Prince : le prince George de Galles

## Publications
- 2019 : Do You Mind If I Cancel (Things That Still Annoy Me)
- 2022 : Start Without Me (I'll Be There in a Minute)

## Prix et distinctions
- 2018 : Nommé – Writers Guild of America Award for Outstanding Writing in Animation pour Send in Stewie, Please